# Peplometus
Genre
Peplometus est un genre d'araignées aranéomorphes de la famille des Salticidae.

## Distribution
Les espèces de ce genre se rencontrent en Afrique subsaharienne.

## Liste des espèces
Selon World Spider Catalog (version 21.0, 11/07/2020) :
- Peplometus biscutellatus (Simon, 1887)
- Peplometus chlorophthalmus Simon, 1900
- Peplometus congoensis Wesołowska, Azarkina & Wiśniewski, 2020
- Peplometus nimba Wesołowska, Azarkina & Wiśniewski, 2020
- Peplometus oyo (Wesołowska & Russell-Smith, 2011)

## Publication originale
- Simon, 1900 : Descriptions d'arachnides nouveaux de la famille des Attidae. Annales de la Société Entomologique de Belgique, vol. 44, p. 381-407 (texte intégral).